# Antonio Cañero
Antonio Cañero, né à Cordoue (Espagne) le 1er janvier 1885, décédé dans cette même ville le 21 février 1952, est un  rejoneador  espagnol. Il est à l'origine de la renaissance dans son pays de la corrida de rejón, longtemps délaissée au profit de la corrida à pied.

## Présentation
Antonio Cañero était le fils d'un professeur d'équitation. Il devint à son tour professeur d'équitation dans l'armée, puis capitaine de cavalerie. C'est à la suite du triomphe qu'il obtint à Madrid le 14 octobre 1921, au cours d'une corrida patriotique, qu'il décida de devenir professionnel de la tauromachie à cheval. 
Avant cela, il avait participé de ne nombreux concours équestres et remporté des prix en France, en Espagne, au Portugal. Mais ses débuts dans la tauromachie remontent à l'année 1913 où on signale sa présence comme torero à pied dans des festivals taurins. Ses véritables débuts de rejoneador professionnel datent du 2 septembre 1923.

## Sa carrière
Le monde de la tauromachie lui doit une véritable renaissance de la tauromachie à cheval qu'il a codifiée. Cependant, cette forme de combat s'éteint avec lui. Il faudra attendre l'arrivée de Álvaro Domecq Díez et de Conchita Cintrón pour que la corrida de rejón retrouve son panache et les faveurs du public.
C'est Antonio Cañero qui a eu l'idée de se passer d'un novillero pour la mise à mort du taureau. Il a mis pied à terre avec la muleta et a affronté directement l'animal. Il est donc le créateur d'un genre qui fut accueilli très favorablement de 1923 à 1925. Il a également mis au point le costume désormais adopté par les rejoneadors.
Le 1er novembre 1925, il se produisit à Paris dans un spectacle équestre. Mais sa notoriété décrut assez rapidement en Europe. Après une blessure à Bilbao, il tenta de relancer la mise à mort du taureau en public au Portugal où cette pratique était en principe interdite. Après un triomphe sans précédent à Mexico en 1927, il toréa de moins en moins jusqu'en 1935, date à laquelle il se retira des arènes.